# Quiñonería
Quiñonería – gmina w Hiszpanii, w prowincji Soria, w Kastylii i León, o powierzchni 38,47 km². W 2011 roku gmina liczyła 12 mieszkańców.